# Браунсвілл (Флорида)
Браунсвілл (англ. Brownsville) — переписна місцевість (CDP) в США, в окрузі Маямі-Дейд штату Флорида. Населення — 16 583 особи (2020).

## Географія
Браунсвілл розташований за координатами 25°49′17″ пн. ш. 80°14′30″ зх. д. / 25.82139° пн. ш. 80.24167° зх. д. (25.821426, -80.241731).  За даними Бюро перепису населення США в 2010 році переписна місцевість мала площу 5,90 км², з яких 5,89 км² — суходіл та 0,01 км² — водойми.

## Демографія
Згідно з переписом 2010 року, у переписній місцевості мешкало 15 313 осіб у 5044 домогосподарствах у складі 3337 родин. Густота населення становила 2595 осіб/км².  Було 5797 помешкань (982/км²).
Расовий склад населення:
| - 74,7 % — чорних або афроамериканців - 19,8 % — білих - 0,3 % — корінних американців - 3,3 % — осіб інших рас |

До двох чи більше рас належало 1,8 %. Частка іспаномовних становила 25,7 % від усіх жителів.
За віковим діапазоном населення розподілялося таким чином: 29,6 % — особи молодші 18 років, 59,6 % — особи у віці 18—64 років, 10,8 % — особи у віці 65 років та старші. Медіана віку мешканця становила 31,1 року. На 100 осіб жіночої статі у переписній місцевості припадало 90,8 чоловіків;  на 100 жінок у віці від 18 років та старших — 85,3 чоловіків також старших 18 років.
Середній дохід на одне домашнє господарство  становив 28 778 доларів США (медіана — 19 968), а середній дохід на одну сім'ю — 34 877 доларів (медіана — 25 421). Медіана доходів становила 30 705 доларів для чоловіків та 25 874 долари для жінок. За межею бідності перебувало 44,1 % осіб, у тому числі 54,2 % дітей у віці до 18 років та 37,2 % осіб у віці 65 років та старших.
Цивільне працевлаштоване населення становило 5038 осіб. Основні галузі зайнятості: освіта, охорона здоров'я та соціальна допомога — 22,5 %, мистецтво, розваги та відпочинок — 14,9 %, роздрібна торгівля — 14,7 %.